# Zanthoxylum delagoense
Espèce
Classification phylogénétique
Statut de conservation UICN

 LC  : Préoccupation mineure
Zanthoxylum delagoense est une espèce de plantes du genre Zanthoxylum et de la famille des Rutaceae.